# Dagens Nyheters lista från 2014 över de senaste 150 årens viktigaste svenska kulturhändelser
I samband med tidningen Dagens Nyheters 150-årsjubileum 2014 presenterade tidningens kulturredaktion en lista över de senaste 150 årens viktigaste svenska kulturhändelser. Tidningens läsare fick under en månads tid rösta bland förslagen och den färdiga listan presenterades på nyårsaftonen. Över 10 000 personer deltog i omröstningen.

## Topplistan över de senaste 150 årens största kulturhändelser
|    | Titel                                         | Upphovsman            | Utgivningsår | Kategori       |
| -- | --------------------------------------------- | --------------------- | ------------ | -------------- |
| 1  | Pippi Långstrump                              | Astrid Lindgren       | 1945         | Barnlitteratur |
| 2  | Fem myror är fler än fyra elefanter           | Magnus och Brasse     | 1973         | Tv             |
| 3  | Torka aldrig tårar utan handskar              | Jonas Gardell         | 2012-2013    | Litteratur     |
| 4  | Utvandrarsviten                               | Vilhelm Moberg        | 1951-1959    | Litteratur     |
| 5  | Karl-Bertil Jonssons julafton                 | Tage Danielsson       | 1975         | Tv             |
| 6  | Dancing Queen                                 | Abba                  | 1976         | Musik          |
| 7  | Fanny och Alexander                           | Ingmar Bergman        | 1982         | Film           |
| 8  | Jazz på svenska                               | Jan Johansson         | 1964         | Musik          |
| 9  | Bröderna Lejonhjärta                          | Astrid Lindgren       | 1973         | Barnlitteratur |
| 10 | Nobelpriset i litteratur                      | Alfred Nobel          | 1901-        | Litteratur     |
| 11 | Fucking Åmål                                  | Lukas Moodyson        | 1998         | Film           |
| 12 | Bamse                                         | Rune Andréasson       | 1973         | Serie          |
| 13 | Sällskapsresan                                | Lasse Åberg           | 1980         | Film           |
| 14 | Ett hem                                       | Carl Larsson          | 1899         | Konst          |
| 15 | Nils Holgerssons underbara resa genom Sverige | Selma Lagerlöf        | 1906-1907    | Barnlitteratur |
| 16 | Staten & Kapitalet                            | Ebba Grön             | 1980         | Musik          |
| 17 | Gula hund                                     | Hasseåtage            | 1964         | Revy           |
| 18 | Nilecity 105,6                                | Killinggänget         | 1995         | Tv             |
| 19 | Stadserien                                    | Per Anders Fogelström | 1960-1968    | Litteratur     |
| 20 | Calle Schewens vals                           | Evert Taube           | 1931         | Musik          |